# Грб Комије
Грб Комије је званични симбол једног од субјеката Руске федерације са статусом републике, Комије. Грб је званично усвојен 6. јуна 1994. године.

## Опис грба
Грб Комије одражава митска вјеровања народа Коми. Унутрашњост садржи црвено поље на коме се налази стилизована слика женке птице грабљивице, која на грудима носи Сунце са лицем, као и шестеро очију, симболе који се доводе у везу са паганском богињом Зарни Ан.
Птица грабљивица у традиционалној интерпретацији народа Коми је оличење сунца, власти и небеског свијета, док је јелен (симбол на застави) симбол повезан са снагом, великодушности и љепотом. Комбинација црвене и златне боје уз сунце, симболизује материнство и породицу у Коми фолклору.

## Галерија
- Грб Комијске АССР